# 蛸足大学
蛸足大学（たこあしだいがく）とは、キャンパスが複数の箇所に分散していることによる弊害が大きいとされる大学を指す言葉。

## 歴史

### 国公立大学
第二次世界大戦が終結、日本国内の学制改革が実施される際、従来複線方式となっていた学校体系を単線方式に改めることとなった。既に各都道府県には専門性の高い単科大学や旧制高等学校、師範学校、旧制専門学校などが整備されていたが、戦後、CIEが各都道府県ごとにこれらの教育機関を統合して新制大学とすることを要請し、文科省によりそのような処置が執られた。一方、既に複数の学部が設置されていた大学においても新制教育制度のもとで教養課程を担当していた旧制高等学校や予科を取り込む必要が出てきた。そこで旧来の帝国大学を中心にした旧制高等学校の取り込みも行われた。こうした教育機関は、それぞれ別の敷地に設置されていた上に、統合後も旧組織がそのまま独立した学部として運営されることが多かったため、それぞれのキャンパスが地理的に分割された状態で存在することになった。

### 私立大学
規模の大きい私立大学では本部キャンパスから遠く離れた全国各地にキャンパスを置いている例（日本大学など）があるが、こうした大学は通常蛸足大学とは呼ばれない。

## 蛸足大学の具体的問題
「たこ足大学」と呼ばれる大学には、キャンパス間が200km離れている信州大学のようなケースもあり、大学の発展に問題があるとされる。全国的に「たこ足」は存在するが、多くの施設でも分散施設の統一化が検討されている。物理的にキャンパスが離れていることは、人の移動や情報交換が困難とする。また、キャンパス間で内線電話が使用できないなど、経費がかかるというデメリットもある。学生が在学中に進級することにより、遠く離れた別の地域にあるキャンパスに通学することになることがあり、場合によっては学生の引っ越しが必要となり経済的負担が生じることも問題となる。

## 統合への問題
広大な敷地や、転入する職員や学生の居住場所や用水などのリソースが問題となる。またキャンパスが転出して失われてしまう自治体では転出反対の動きもあり、大学の一方的な決断だけではなく住民の理解を求める文部大臣の指摘が過去に提示されている。歴史ある建物が失われることを惜しむ声もある。

## 事例と解決への試み
「タコ足大学」として報道された具体的な事例と、その解決への試みを紹介する。
山形大学
全国の「タコ足大学」の事例と比較しても、鶴岡市の農学部と山形市の本部が距離的に離れ過ぎていることが指摘されていた。しかし鶴岡市と米沢市から学部存続の声が出され、当時の小杉隆文相は、全国の事例を見ても、全部のキャンパスを一緒にするのは大変なことであり、住民を理解を得ることが大切であるとコメントしている。
新潟大学
県内各地に点在していた旧制高校や師範学校の校舎を引き継ぎついで新制大学として誕生し、新潟市西大畑（現・中央区西大畑町）に置かれたが各学部は県内に点在しタコ足大学と呼ばれた。1960年代に入ると、キャンパス整備を求める声が挙がった。当時は古い建物だけ刷新できれば良いという意見が多数派で、移転して統合しようという「キャンパス移転統合」派は少数派だった。しかしその後「キャンパス移転統合」派が増え、1965年の学園祭には「大学躍進の道はどこに－－統合移転のビジョンを求めて－－」というテーマが選ばれた。しかし移転統合によって大学施設を失う地方自治体から反対の声も挙がり、学生の中にも移転反対の動きが広まった。学生が研究室を占拠するなどの反対運動もあった。反対運動が続く中、1970年の教養部移転を皮切りに12年間をかけて新潟市の五十嵐地区（現・西区五十嵐）への移転を進め、1982年に教育学部の移転で統合が終了した。ただし、旧制医科大学(新潟医科大学)である医学部は、五十嵐地区には移転せず、西大畑町に隣接する中央区旭町に所在している。
信州大学
昭和30年代に「たこ足大学」の弊害を回避する試みが始まった。松本市に教養部を設け各学年の1年生を集めて教育を行うシステムが構築された。各学部にはデジタルマイクロ波送受信機、無線電波用講義室、会議室が設けられ、当時双方向に映像を流して工事や会議が出来るネットワークが1987年（昭和62年）から整備された。しかし松本に教養部が設けられたのちも、他キャンパスから松本に通うことを“通松”と言ったりするなど、依然として「たこ足大学」の弊害が継続し、職員と学生は甚だ不便な思いをしている。1997年当時でもキャンパスは県内5か所に分散し、信州大学広報委員会の広報誌でも「ほかの学部で何をやっているか知らない学生も多い」という声がある。
岐阜大学
キャンパスが3か所に分散する「たこ足大学」であった。1956-1958年にかけて教育学部、工学部、農学部と本部機能を柳戸に統合した。医学部は前身となった岐阜医科大学のあった岐阜市司町から柳戸への統合が検討されていたが、2004年の医学部移転を以て統合は完了した。
静岡大学
本大学は5つの基盤校が合併して設立された。創立当初は静岡市内3カ所、浜松2カ所、島田、磐田、三島にキャンパスがあり、文字通り8カ所の「タコ足大学」であった。そのため一体化教育は困難であった。特に教育学部は静岡、浜松、島田、三島に分散しており、同じキャンパスには教養教育の同級生が5人しかいないということもあった。
神戸大学
1960年代に学舎の点在によって「たこ足大学」として認識されていた。
広島大学
戦後の再編当時より「たこ足大学」と呼ばれた。東広島での統合（医学部・歯学部・二部を除く）が完了するまでは、理念の共有化に障害が続いたとされる。原爆の被害や疎開もあり、戦後広島大学の施設は、広島、福山など県内6市町村11カ所に分散していた。1973年2月に移転用地が賀茂郡西条町（現東広島市）に決定した。教職員、家族、学生合わせて2万人近くの移転が必要となり、東広島は用地や用水の確保に追われた。
九州大学
本大学も「たこ足大学」とされていたが、1991年10月に福岡市西区元岡（伊都地区）への移転案がまとまった。移転案策定当時は、キャンパスが福岡市東区箱崎、同区馬出、中央区六本松、春日市（筑紫地区）の4カ所に分散していた。ただし新キャンパスの用地選定は一部の関係者しか知らされず、教員の中には突然の移転先決定に戸惑いやオープンな議論を求める声があった。また旧キャンパスの歴史ある建物を惜しむ学生の声もあった。2018年度に箱崎・六本松の伊都への移転統合が完了するものの、馬出・筑紫と旧九州芸術工科大学から引き継いだ大橋地区は移転しないのでたこ足状態が解消するとはいえないばかりか、むしろ伊都地区と他キャンパス間の交通が従来のキャンパス間と比べて不便であることから一層たこ足状態が悪化すると見ることもできる。
長崎大学
1949年の発足当時は「たこ足大学」の状態であったとされる。長崎大学は、国立学校設置法の公布によって長崎医科大学や経済専門学校など旧制学校が統合されて設立されたが、医学部と経済学部は長崎市、水産学部は佐世保市、薬学部は諫早市、学芸学部は大村市に分散しており、大学運営上甚だ不便であった。
高知女子大学
2つのキャンパスを持つ「たこ足大学」として紹介されている。
ジョージアン技術大学
カナダのオンタリオ州トロント郊外のバリー市に本部がある本大学は3つのキャンパスをもつ「たこ足大学」として紹介されている。5000人の学生が6つの学部に所属している。